# O Canada
O Canada (engl.) bzw. Ô Canada (fr.) ist die Nationalhymne Kanadas. Die Musik wurde von Calixa Lavallée komponiert; der französische Text stammt von Adolphe-Basile Routhier. Die offizielle englische Version basiert auf einem 1908 von Robert Stanley Weir geschriebenen Gedicht und wurde 1968 modifiziert. Es handelt sich also nicht um eine Übersetzung der französischen Version.

## Hintergrund
Ô Canada war ursprünglich eine Auftragsarbeit, gedacht als patriotisches französisches Lied für ein von der Société Saint-Jean-Baptiste de Montréal (Johannes-der-Täufer-Gesellschaft) organisiertes Treffen aller frankophonen Gemeinden, dem Nationalkonvent der frankophonen Kanadier. Dieses fand am 24. Juni 1880 – dem Johannistag, bereits seit 1834 in Niederkanada Tag nationaler Festivitäten – in Québec statt. Erstmals aufgeführt wurde es auf dem abendlichen Bankett dieses Konvents. Am 1. Juli 1927 wurde O Canada anlässlich des 60-jährigen Jubiläums der Vereinigung der Provinzen Kanadas in offizieller Form gespielt. Zur kanadischen Nationalhymne wurde es aber erst am 1. Juli 1980. Davor war God Save the Queen die Nationalhymne. Dieses Lied dient heute noch als königliche Hymne.
Auf Vorschlag eines gemeinsamen Komitees beider Kammern des Parlaments wurde die englische Version 1968 geändert. Häufig werden Zeilen der englischen und französischen Fassungen abwechselnd gesungen. Aufgrund von „Gender Equality“ wurde vorgeschlagen, die zweite Zeile der englischen Version in true patriot love in all of us command (Erwecke in uns allen wahre Vaterlandsliebe) umzuwandeln, um das bis dato „in all thy sons“ abzulösen. Diese Änderung wurde Ende Januar 2018 rechtsgültig, als der kanadische Senat sie in 3. Lesung genehmigte.
Im Territorium Nunavut wird die Nationalhymne auf Englisch, Französisch und Inuktitut, der Sprache der Inuit, gesungen. In dieser Sprache heißt sie O'Kanata.
Die Melodie der Hymne ähnelt dem Marsch der Priester aus der Oper Die Zauberflöte.

## Text der Hymne
| Englischer Text | |
| O Canada! Our home and native land! True patriot love in all of us command. With glowing hearts we see thee rise, The True North strong and free! From far and wide, O Canada, We stand on guard for thee. God keep our land glorious and free! O Canada, we stand on guard for thee.          | O Kanada! Unser Heim und Geburtsland! Erwecke wahre Vaterlandsliebe in uns allen. Glühenden Herzens sehen wir dich wachsen, den wahren Norden, stark und frei! Von fern und weit, O Kanada, stehen wir wachsam für dich. Gott erhalte unser Land glorreich und frei! O Kanada, wir stehen wachsam für dich.     |
| Französischer Text | |
| Ô Canada! Terre de nos aïeux, Ton front est ceint de fleurons glorieux! Car ton bras sait porter l’épée, Il sait porter la croix; Ton histoire est une épopée Des plus brillants exploits. Et ta valeur de foi trempée Protégera nos foyers et nos droits; Protégera nos foyers et nos droits. | O Kanada! Heimat unserer Vorfahren, Deine Stirn ist mit glorreichen Blüten umkränzt. Denn dein Arm kann das Schwert führen, Er kann auch das Kreuz tragen. Deine Geschichte ist ein Epos Der außergewöhnlichsten Leistungen. Und deine Kühnheit, im Glauben getränkt, wird schützen unser Heim und unser Recht. |
| Text in Inuktitut | |
| ᐆ ᑲᓇᑕ! ᓇᖕᒥᓂ ᓄᓇᕗᑦ! ᐱᖁᔭᑏ ᓇᓚᑦᑎᐊᖅᐸᕗᑦ. ᐊᖏᒡᓕᕙᓪᓕᐊᔪᑎ, ᓴᙱᔪᓗᑎᓪᓗ. ᓇᖏᖅᐳᒍ, ᐆ ᑲᓇᑕ, ᒥᐊᓂᕆᑉᓗᑎ. ᐆ ᑲᓇᑕ! ᓄᓇᑦᓯᐊ! ᓇᖏᖅᐳᒍ ᒥᐊᓂᕆᑉᓗᑎ, ᐆ ᑲᓇᑕ, ᓴᓚᒋᔭᐅᖁᓇ! | Uu Kanata! nangmini nunavut! Piqujatii nalattiaqpavut. Angiglivalliajuti, Sanngijulutillu. Nangiqpugu, Uu Kanata, Mianiripluti. Uu Kanata! nunatsia! Nangiqpugu mianiripluti, Uu Kanata, salagijauquna! |

### Text in deutscher Sprache
Deutschstämmige Einwanderer pflegten die Hymne auch auf Deutsch zu singen:
O Kanada, mein Heim und Vaterland

Wie glücklich der, dem hier die Wiege stand!

Das Herz erglüht, wenn wir dich seh’n

Du Nordland, stark und frei,

Wir halten Wacht, O Kanada

Wir halten Wacht dir treu.

O Kanada, O Kanada,

O Kanada, wir halten Wacht dir treu,

O Kanada, wir halten Wacht dir treu.